# André Sarbib
André Sarbib é um pianista de jazz português, autodidata e intérprete no campo do jazz e noutros géneros.
Fez e faz parte de imensos grupos e bandas assim como são inúmeras as suas participações em shows de outros artistas, para além do seu trabalho para músicos como Joe Lovano, Barry Altschul, Ivan Lins, Carls Benavent, Ruben Dantas, Alice Day, Jorge Rossi, Saheb Sarbib, Carlos Carli, Joaquín Chacón, Paulo de Carvalho e António Serrano, entre outros.
Na área de gravações, André Sarbib gravou um CD em 1990, intitulado "Silêncio das Águas", que foi o seu primeiro trabalho a solo, de material original, para a editora Numérica.
Em 1993 lançou outro CD, "Coisas da Noite", que dá continuidade a um conceito musical que o coloca entre os melhores artistas de fusão de Portugal.
Em 2008 ele gravou o álbum “This is it!", focado inteiramente no Jazz, com uma característica interessante: muitas das músicas são cantadas por André, uma revelação, devido à sua grande voz e habilidade.
Essas gravações também confirmam a combinação, coesão, maturidade e afinidade de um grupo de músicos particularmente versáteis, um conjunto que André Sarbib teve o talento de reunir e dirigir. De 2000 a 2013, André Sarbib foi Diretor Artístico do 1º Festival de Jazz do Funchal (Ilha da Madeira, Portugal), onde sempre alcançou grande sucesso. Em maio de 2001, apresentou-se no 5º Matosinhos em Jazz, apresentando um quarteto com Joe Lovano, Barry Altschul e Saheb Sarbib. Em novembro de 2008, participou no Festival de Jazz de Madrid, com Ivan Lins e António Serrano. Em janeiro de 2009, na Sala Suggia da Casa da Música, no Porto (Portugal), faz a sua primeira apresentação ao vivo do álbum “This is it”, com toda a banda e músicos do álbum, com casa cheia. Em maio de 2009, André Sarbib participou no Ciclo de Jazz de la Fundación Pedro Barrié de la Maza, no “Teatro Salesianos” em Vigo (Espanha). Em 2017 foi convidado para o Ciclo de Jazz na Ordem dos Médicos no Porto (Portugal), com o Quarteto André Sarbib, e novamente em 2018 com António Serrano. Ainda em 2018 participou num Tributo a Tom Jobim, de novo na icónica Sala Suggia da Casa da Música, no Porto (Portugal).
Em 2019, com o Quarteto André Sarbib, apresentou o seu último trabalho discográfico, “This is it”, em Macedo de Cavaleiros, e teve como convidado o prestigiado Rui Veloso, onde tocaram alguns dos seus grandes hits. Nos  últimos 13 anos, André Sarbib é o pianista convidado de Ivan Lins para os seus shows na Europa:
- 2011: no Casino da Figueira da Foz, participaram na celebração do 30º Aniversário o Coro dos Antigos Orfeanistas da Universidade de Coimbra; o mesmo concerto foi repetido na própria Universidade de Coimbra;
- 2012: fizeram um concerto com Carlos do Carmo e o Coro dos Antigos Orfeanistas da Universidade de Coimbra, em Coimbra;
- 2017: ambos fizeram o concerto “Viva Ivan”, na Casa da Música (Porto), com casa cheia;
- 2017: o concerto “Viva Ivan”, foi repetido no CCB, em Lisboa, também com casa cheia;
- 2017: eles apresentaram-se no mundialmente famoso Clube de Jazz de Ronnie Scott;
- 2017: também tocou com Ivan Lins no Jazz San Javier Festival (Espanha) e no UnoJazz Sanremo(Itália);
- 2018: puderam ser ouvidos no famoso local de jazz de Londres, o “Jazz Café”.
- 2019: em Leiria, André Sarbib e Ivan Lins atuaram com a Orquestra Filarmónica das Beiras, dirigida pelo maestro António Lourenço, nas festividades do 25 de Abril.

André Sarbib e Ivan Lins tocaram ainda em muitos dos clubes e festivais de jazz dos mais importantes do mundo, como, por exemplo:
- Jazz in Parco, (Nocera, Itália),
- Bari in Jazz (Itália),
- Festival de Jazz Harstad (Noruega),
- Festival de Jazz de Torino (Itália),
- Warzawski Jazz Festival, (Varsóvia, Polônia),
- Ibero Jazz, (La Coruña, Espanha),
- Midnight Sun Festival, (Lartsy, Finlândia),
- Bluenote (Milão, Itália),
- Clube de Jazz MisturaFina, (Rio de Janeiro, Brasil)

## Discografia
- 1990 Silêncio das Águas, Numérica [1]
- 1993 Coisas da Noite,Numérica [1]
- 2006 A Jazz Evening - Andre Sarbib e Antonio Serrano, Museek Flazz [2]
- 2008 this is it! Numérica [1]
- 2022 La Joie et le Tendre [3]